# Gryllus maximus
Gryllus maximus är en insektsart som först beskrevs av Boris Petrovich Uvarov 1952.  Gryllus maximus ingår i släktet Gryllus och familjen syrsor. Inga underarter finns listade i Catalogue of Life.